# Formica nepticula
Formica nepticula é uma espécie de formiga do gênero Formica, pertencente à subfamília Formicinae.